# Rasmus Henning
Rasmus Henning (* 13. November 1975 in Kopenhagen) ist ein ehemaliger dänischer Triathlet und zweifacher Olympionike (2004, 2008).

## Werdegang
Henning begann 1998 mit dem Triathlon-Sport und im April 2004 wurde er Triathlon-Europameister auf der Kurzdistanz.
Im August 2001 wurde er Vize-Weltmeister Triathlon-Langdistanz.
Rasmus Henning startete 2004 (7. Platz) und 2008 (8. Platz) für Dänemark bei den Olympischen Spielen.
2008 wechselte Rasmus Henning von der Kurz- auf die Langdistanz und 2009 wurde er Triathlon-Europameister auf der Langdistanz.
Im September 2012 erklärte er seinen Rücktritt und verkündete, beim Ironman Hawaii sein letztes Rennen als Profi-Triathlet bestreiten zu wollen. Heute ist Henning als Trainer tätig.
Rasmus Henning lebt mit seiner Frau  und ihren zwei Töchtern in Farum.

## Sportliche Erfolge
| Datum/Jahr    | Rang | Wettbewerb                           | Austragungsort   | Zeit        | Bemerkung                                      |
| ------------- | ---- | ------------------------------------ | ---------------- | ----------- | ---------------------------------------------- |
| 29. Juli 2012 | 1    | Ironman 70.3 Calgary                 | Calgary          |             |                                                |
| 8. Juli 2012  | 2    | Ironman 70.3 Norway                  | Haugesund        | 03:54:31    |                                                |
| 14. Apr. 2012 | 1    | Challenge Fuerteventura              | Fuerteventura    | 04:32:41    | Titelverteidigung auf der Halbdistanz          |
| 21. Aug. 2011 | 1    | Ironman 70.3 Timberman               | New Hampshire    |             |                                                |
| 1. Mai 2011   | 1    | Challenge Fuerteventura              | Fuerteventura    |             |                                                |
| 10. Apr. 2011 | 2    | Ironman 70.3 Texas                   | Galveston Island | 03:46:47    |                                                |
| 3. Apr. 2011  | 2    | Ironman 70.3 California              | Oceanside        | 03:56:11    | hinter dem US-Amerikaner Andy Potts            |
| 27. März 2010 | 3    | Ironman 70.3 California              | Oceanside        | 04:02:07    |                                                |
| 19. Aug. 2008 | 8    | Olympische Sommerspiele              | Peking           | 01:49:57,47 |                                                |
| 21. Juni 2008 | 1    | Hy-Vee Triathlon                     | Des Moines       | 01:54:21    |                                                |
| 26. Aug. 2004 | 7    | Olympische Sommerspiele 2004         | Athen            | 01:52:37,32 |                                                |
| 3. Juli 2004  | 2    | ETU Triathlon European Cup           | Holten           | 01:50:14    | Zweiter hinter dem Belgier Eric Van der Linden |
| 18. Apr. 2004 | 1    | ETU Triathlon European Championships | Valencia         | 01:48:09    | Europameister auf der Kurzdistanz              |
| 2004          | 1    | Holsten City Man                     | Hamburg          | 01:47:41,5  | [ 6 ]                                          |

| Datum/Jahr    | Rang | Wettbewerb                                         | Austragungsort | Zeit     | Bemerkung |
| ------------- | ---- | -------------------------------------------------- | -------------- | -------- | --- |
| 13. Okt. 2012 | 22   | Ironman Hawaii                                     | Hawaii         | 08:53:39 | |
| 19. Mai 2012  | 7    | Ironman Texas                                      | The Woodlands  | 08:37:23 | |
| 3. März 2012  | 1    | Abu Dhabi International Triathlon                  | Abu Dhabi      | 06:21:44 | |
| 21. Nov. 2010 | 2    | Ironman Arizona                                    | Tempe          | 08:10:58 | |
| 9. Okt. 2010  | 24   | Ironman Hawaii                                     | Hawaii         | 08:41:18 | |
| 18. Juli 2010 | 1    | Challenge Roth                                     | Roth           | 07:52:36 | |
| 13. März 2010 | 3    | Abu Dhabi International Triathlon                  | Abu Dhabi      | 06:36:07 | 3 km Schwimmen, 200 km Radfahren und 20 km Laufen |
| 10. Okt. 2009 | 5    | Ironman Hawaii                                     | Hawaii         | 08:28:17 | Erster Start für Rasmus Henning bei der Langdistanz-WM – mit gebrochener Hand                                                                         |
| 8. Aug. 2009  | 1    | ETU Long Distance Triathlon European Championships | Prag           |          | Rasmus Henning wurde neben Virginia Berasategui bei den Frauen Europameister auf der Langdistanz (4 km Schwimmen, 120 km Radfahren und 30 km Laufen). |
| 19. Apr. 2009 | 1    | Ironman China                                      | Jixian         | 08:53:20 | Bei seinem Ironman-Debüt siegt Henning mit über 30 Minuten Vorsprung auf den Zweitplatzierten, dem Schweizer Patrick Wallimann.                       |
| 5. Aug. 2001  | 2    | ITU Long Distance Triathlon World Championships    | Fredericia     | 08:25:46 | Vize-Weltmeister auf der Langdistanz, hinter seinem Landsmann Peter Sandvang                                                                          |

(DNF – Did Not Finish)

## Veröffentlichungen
- Rasmus Henning: PRO: Erfolg ist mehr als hartes Training. Ein Tagebuch spomedis Hamburg 2012 ISBN 978-3-936376-79-1